# YGU山梨学院大学ラジオセミナー
YGU山梨学院大学ラジオセミナー（ワイ・ジー・ユー・やまなしがくいんだいがく・ラジオセミナー）は山梨放送ラジオで毎月原則1回程度（主に第1週）日曜8時半から9時に放送されている社会教養番組である。

## 概要
- 毎回、講師として山梨学院大学教授・准教授・講師を招き、それぞれの専門分野から、最近の世界情勢や地域が抱える諸問題、また社会世相について講義・解説を行う。正式な番組名はその日の通算放送回数を冒頭に入れて「第○○回・YGU山梨学院大学ラジオセミナー」としている。
- 司会進行・吉岡秀樹（YBSアナウンサー　2014年4月の講義より）
  - 過去の司会　横内洋樹、和泉義治他